# Carex bromoides
Espèce
Classification phylogénétique
Carex bromoides est une espèce de plantes du genre Carex et de la famille des Cyperaceae.